# Wallander (serie de tv de Suecia)
Wallander (también conocida como: Mankells Wallander) es una serie de televisión sueca transmitida del 14 de enero del 2005 hasta el 30 de julio del 2013 por medio de la cadena TV4.
La serie fue creada por el escritor sueco Henning Mankell, y está basada en su personaje ficticio Kurt Wallander.
Contó con la participación de los actores invitados Jens Hultén, Michael Nyqvist, Martin Wallström, Henrik Norlén, Fredrik Dolk, Jakob Eklund, Thomas W. Gabrielsson, Dejan Čukić, Claes Ljungmark, Simon J. Berger, Regina Lund, Anders Ahlbom, Iben Hjejle, Lukas Loughran, Ruth Vega Fernandez, Tobias Zilliacus, Shanti Roney, Dragomir Mrsic, Björn Andersson, entre otros...

## Historia
La serie se centra en Kurt Wallander un inspector de policía en la pequeña localidad de Ystad, cerca de Malmö, en el sur de Suecia quien junto a sus compañeros del departamento de la policía de Ystad resuelven los crímenes que ocurren. La serie también sigue a Linda, la hija de Kurt y cómo maneja el trabajo de policía con su vida privada.

## Personajes

### Personajes principales
| Actor              | Personaje                 | Ocupación                    | Episodios | Duración    |
| ------------------ | ------------------------- | ---------------------------- | --------- | ----------- |
| Krister Henriksson | Insp. Kurt Wallander      | Inspector de la Policía      | 32        | 2005 - 2013 |
| Mats Bergman       | Dr. Sven Nyberg           | Técnico Forense              | 32        | 2005 - 2013 |
| Fredrik Gunnarsson | Johan Svartman            | Inspector de Policía         | 32        | 2005 - 2013 |
| Douglas Johansson  | Det. Insp. Jan Martinsson | Detective Inspector          | 25        | 2005 - 2013 |
| Marianne Mörck     | Ebba                      | Recepcionista de la Estación | 25        | 2005 - 2013 |
| Stina Ekblad       | Karin Linder              | Patóloga Forense             | 24        | 2005 - 2013 |
| Charlotta Jonsson  | Det. Linda Wallander      | Detective de Policía         | 6         | 2013        |

### Personajes recurrentes
| Actor           | Personaje       | Ocupación                   | Episodios | Duración    |
| --------------- | --------------- | --------------------------- | --------- | ----------- |
| Malena Engström | Bea             | Maestra de Primaria         | 6         | 2005 - 2013 |
| Sven Ahlström   | Lennart Mattson | Jefe de Policía (corrupto)  | 6         | 2010 - 2013 |
| Carlos Paulsson | -               | Oficial de Policía de Ystad | 6         | 2010 - 2013 |
| Signe Dahlkvist | Klara Wallander | Hija de Linda               | 6         | 2013        |
| Leonard Terfelt | Hans von Enke   | Esposo de Linda             | 5         | 2013        |

### Antiguos personajes principales
| Actor             | Personaje              | Ocupación                | Episodios | Duración    |
| ----------------- | ---------------------- | ------------------------ | --------- | ----------- |
| Ola Rapace        | Det. Stefan Lindman    | Detective de Policía     | 13        | 2005 - 2006 |
| Johanna Sällström | Det. Linda Wallander   | Detective de Policía     | 13        | 2005 - 2006 |
| Lena Endre        | Katarina Ahlsell       | Fiscal de Distrito       | 13        | 2009 - 2010 |
| Göran Aronsson    | Grönqvist              | -                        | 12        | 2005 - 2006 |
| Sverrir Gudnason  | Pontus Höijer          | Policía en Entrenamiento | 12        | 2009 - 2010 |
| Nina Zanjani      | Isabelle Melin         | Policía en Entrenamiento | 12        | 2009 - 2010 |
| Angela Kovacs     | Det. Ann-Britt Höglund | Detective de la Policía  | 7         | 2005 - 2006 |

### Antiguos personajes recurrentes
| Actor             | Personaje       | Ocupación             | Episodios | Duración    |
| ----------------- | --------------- | --------------------- | --------- | ----------- |
| Henny Åman        | Hanna           | Hija de Katarina      | 7         | 2009 - 2010 |
| Chatarina Larsson | Lisa Holgersson | Jefa de la Policía    | 6         | 2005 - 2006 |
| Inge Johansson    | -               | Técnico de la Policía | 6         | 2009 - 2010 |
| Noah Valdfogel    | Elias           | Hijo de Katarina      | 5         | 2009 - 2010 |
| Harald Leander    | Daniel Fredén   | Periodista            | 4         | 2009 - 2010 |

## Episodios
- La primera temporada estrenada el 14 de enero del 2005 y finalizada el 10 de noviembre del 2006 contó con 13 episodios.
- La segunda temporada transmitida del 9 de enero del 2009 y finalizada el 21 de julio del 2010 contó con nuevamente con 13 episodios.[6]
- La tercera temporada estrenada del 11 de febrero del 2013 y finalizada el 30 de julio del mismo año y contó con 6 episodios.[7]

## Premios y nominaciones
| Año  | Categoría                   | Premio                                 | Nominado (a)  | Resultado |
| ---- | --------------------------- | -------------------------------------- | ------------- | --------- |
| 2010 | Best International TV Drama | Dagger Award                           | Wallander     | Ganó      |
| 2007 | Best Supporting Actor       | Guldbagge Award                        | Anders Ahlbom | Ganó      |
| 2006 | Special Prize of the Police | Cognac Festival du Film Policier Award | Peter Flinth  | Ganó      |
| 2006 | Special Jury Prize          | Cognac Festival du Film Policier Award | Peter Flinth  | Ganó      |

## Producción
La serie fue creada por el escritor sueco Henning Mankell y contó con los directores Stephan Apelgren, Agneta Fagerström-Olsson, Leif Magnusson, Anders Engström, Jørn Faurschou, Jonas Grimås, Charlotte Brändström, Henrik Georgsson, Mikael Marcimain, Kathrine Windfeld, Kjell-Åke Andersson, Peter Flinth y Lisa Ohlin.

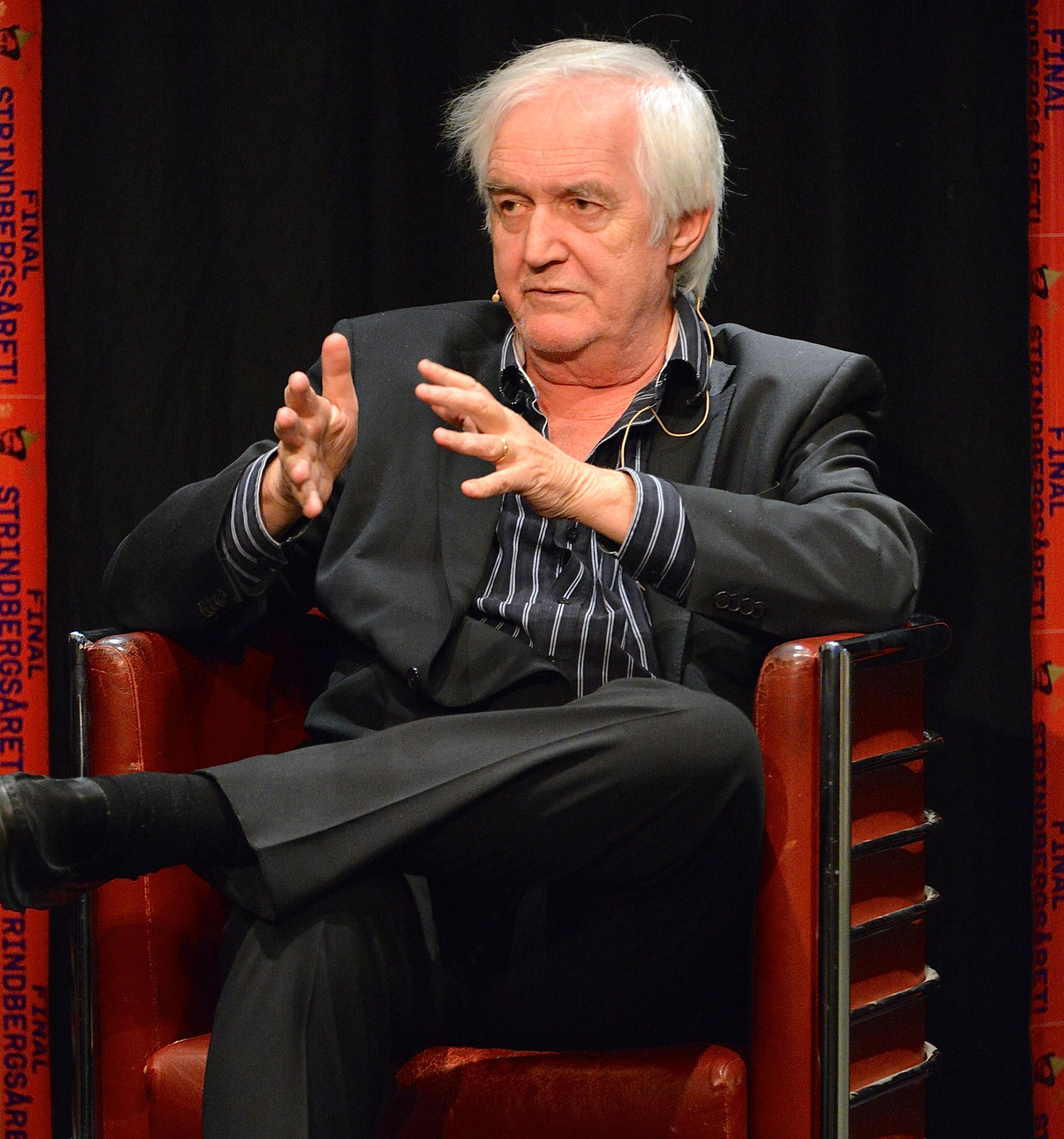
El creador de la serie y del personaje de Wallander, Henning Mankell.

Contó con los escritores Mankell, Stefan Thunberg, Stephan Apelgren, Lars Lundström, Stefan Ahnhem, Pernilla Oljelund, Lovisa Milles, Petra Revenue, Ola Saltin, Niklas Rockström, Jonas Grimås, Mikael Marcimain, Per Berglund, Anna Fredriksson, Ulf Ryberg, Cilla Börjlind, Rolf Börjlind, Stefan Karlsson, Hans Rosenfeldt, Anton Moritz, Paula Polletieri, Antonia Pyk, Peter Birro, Malin Lind Lagerlöf, Peter Lindblom, Lars Bill Lundholm y Björn Paqualin.
En la serie participaron los productores Malte Forssell, Lars Björkman, Leif Mohlin, Jon Mankell y Lasse Bjørkmann, en coproducción con Ralf Ivarsson, Hans-Wolfgang Jurgan, Åsa Sjöberg, Tobias Bringholm, Eva Swartz y Christine Strobl, así como también con los productores ejecutivos Sjöberg (de TV4), Björkman, Ole Søndberg, Anni Faurbye Fernandez, Mikael Wallen, Peter Bose, Niva Westlin (de TV4), Morten Fisker, Vibeke Windeløv y Jenny Gilbertsson (de TV4), también con los productores asociados Forssell, Søren Stærmose, Susanne Glansborg y Jonas Allen, y los productores de línea Mohlin, Daniel Gylling, Josefine Tengblad, Åsa Karlsson y Ann Collenberg, y el productor de posproducción Fredrik Zander.
La música contó con el compositor Adam Nordén y con Fläskkvartetten, mientras que la cinematografía estuvo en manos de Peter Mokrosinski y Geoff Boyle.
Fue filmada en Ystad, Suecia.
La serie contó con la participación de las compañías de producción "Svensk Filmindustri", "Yellow Bird" y "ARD Degeto".
La actriz Johanna Sällström quien interpretó a Linda Wallander, la hija del inspector Kurt se suicidó el 13 de febrero del 2007 por lo que su última aparición como Linda fue durante la primera temporada, posteriormente su personaje fue interpretado por la actriz Charlotta Jonsson en 2013.
Esta serie no está basada en los libros de Mankell, sino en historias escritas por el propio escritor y otros colaboradores específicamente para el show. Solo 2 de los 32 capítulos están basados en sus novelas.
Aparte de esta serie existen dos series o películas para la televisión basadas en los libros de Mankell, una inglesa y una sueca. La más reciente, la inglesa, fue transmitida del 30 de noviembre del 2008 al 5 de junio del 2016 por medio de la cadena BBC One y fue protagonizada por el actor Kenneth Branagh. En las películas suecas para la televisión el personaje de Kurt fue interpretado por el actor sueco Rolf Lassgård (al que Mankell dedicó su libro "The Pyramid"). 

### Emisión en otros países
| País         | Título                                | Cadenas/Línea          | Fecha de Inicio                            | Fecha de Finalización |
| ------------ | ------------------------------------- | ---------------------- | ------------------------------------------ | --------------------- |
| Alemania     | Mankells Wallander                    | -                      | -                                          | -                     |
| Australia    | Henning Mankell's Wallander Wallander | -                      | -                                          | -                     |
| Croacia      | Mankellov Inspektor Wallander         | -                      | -                                          | -                     |
| Dinamarca    | -                                     | -                      | 14 de enero de 2005                        | -                     |
| España       | Inspector Wallander                   | -                      | -                                          | -                     |
| Finlandia    | -                                     | -                      | 21 de enero de 2005 5 de noviembre de 2005 | -                     |
| Francia      | Wallander: enquêtes criminelles       | -                      | -                                          | -                     |
| Grecia       | Epitheoritis Wallander                | -                      | -                                          | -                     |
| Italia       | -                                     | 6 de diciembre de 2006 | -                                          | -                     |
| Países Bajos | -                                     | -                      | 16 de septiembre de 2006                   | -                     |
| Polonia      | Wallander                             | -                      | -                                          | -                     |
| Reino Unido  | -                                     | -                      | 6 de diciembre de 2006                     | -                     |
| Rusia        | Валландер                             | -                      | -                                          | -                     |